# La Libertad Regional
La Libertad Regional fue un periódico editado en la ciudad española de Alicante entre 1896 y 1898.

## Descripción
El periódico, que llevó variados subtítulos, apareció el 10 de enero de 1896, en cuatro páginas de 64 por 38 centímetros y a cinco columnas. La primera y la cuarta se imprimían en Alicante, mientras que la segunda y la tercera salían de Madrid, con un resumen de las principales noticias nacionales y extranjeras, crónicas literarias y científicas y otros asuntos. Fundado por Vicente Calatayud Bonmatí, tuvo como director a Benedicto Mollá y Bonet, y contó entre sus redactores a firmas como las de Francisco Moreno González y Pinón de Canelles. Colaboraron, entre otros, Pablo Marín Alonso, Mariano Calbó, José María de Alfonsetti, Romero Prytz, Luis Carlos Viada y Lluch y Carlos Costa Bo.
En noviembre del año de su lanzamiento, pasó a ser semanal y redujo su tamañaño a 51 por 34 centímetros, y a cuatro columnas, impreso en la tipografía de botella. En febrero de 1897, se publicaba los miércoles y sábados, en la imprenta de Such y Serra. Habría cesado en su publicación, según Navarro Cabanes, en junio o julio de 1898.